# IMA Journal of Applied Mathematics
IMA Journal of Applied Mathematics is een internationaal, aan collegiale toetsing onderworpen wetenschappelijk tijdschrift op het gebied van de toegepaste wiskunde.
De naam wordt in literatuurverwijzingen meestal afgekort tot IMA J. Appl. Math.
Het wordt uitgegeven door Oxford University Press namens het Britse Institute of Mathematics and its Applications (IMA).
Het tijdschrift is de opvolger van het in 1965 opgerichte Journal of the Institute of Mathematics and its Applications en verschijnt 5 keer per jaar.